# Compsodrillia
Compsodrillia là một chi ốc biển, là động vật thân mềm chân bụng sống ở biển trong họ Turridae.

## Các loài
Các loài thuộc chi Compsodrillia bao gồm:
- Compsodrillia acestra (Dall, 1889)[2]
- Compsodrillia albonodosa (Carpenter, 1857)[3]
- Compsodrillia alcestis (Dall, 1919)[4]
- Compsodrillia bicarinata (Shasky, 1961)[5]
- Compsodrillia canna (Dall, 1889)[6]
- Compsodrillia disticha Bartsch, 1934[7]
- Compsodrillia duplicata (Sowerby I, 1834)[8]
- Compsodrillia eucosmia (Dall, 1889)[9]
- Compsodrillia excentrica (Sowerby I, 1834)[10]
- Compsodrillia gonae Jong & Coomans, 1988[11]
- Compsodrillia gracilis McLean & Poorman, 1971[12]
- Compsodrillia gundlachi (Dall & Simpson, 1901)[13]
- Compsodrillia haliostrephis (Dall, 1889)[14]
- Compsodrillia haliplexa (Dall, 1919)[15]
- Compsodrillia jaculum (Pilsbry & Lowe, 1932)[16]
- Compsodrillia mammillata Kuroda, Habe & Oyama, 1971[17]
- Compsodrillia nana Bartsch, 1934[18]
- Compsodrillia olssoni McLean & Poorman, 1971[19]
- Compsodrillia opaca McLean & Poorman, 1971[20]
- Compsodrillia petersoni Bartsch, 1934[21]
- Compsodrillia polytorta (Dall, 1881)[22]
- Compsodrillia thestia (Dall, 1919)[23]
- Compsodrillia tristicha (Dall, 1889)[24]
- Compsodrillia undatichorda McLean & Poorman, 1971[25]